# Leo Schalckens
Léon Florimond Marie (dit Leo) Schalckens, né à Lokeren le 29 septembre 1902 et décédé à Bruxelles le 2 janvier 1971, fut un homme politique libéral belge.
Schalckens fut licencié en sciences politiques et coloniales; fonctionnaire; journaliste.
Il fut élu conseiller communal à Bruxelles, conseiller et sénateur provincial (1949-1950) de la Brabant.